# عمار عوض
عمار عوض (من مواليد 1 أغسطس 1968) هو لاعب كرة قدم سوري سابق لعب لصالح منتخب سوريا لكرة القدم. بدأ مسيرته في نادي حطين السوري حيث لعب له في كافة الفئات العمرية قبل ان يحترف في نادي تولون الفرنسي.